# The Small Town Guy
The Small Town Guy er en amerikansk stumfilm fra 1917 af Lawrence C. Windom.

## Medvirkende
- Taylor Holmes som Ernest Gledhill
- Helen Ferguson som Eleanor Ramsdell
- Fred Tiden som Swell Dresser
- Mark Ellison som Slim McClearn
- James F. Fulton som Dymon